# Prielom Teplého potoka
Prielom Teplého potoka – pomnik przyrody w Wielkiej Fatrze na Słowacji. Znajduje się w obrębie wsi Liptovské Revúce w powiecie Rużomberk, kraju żylińskim.
Prielom Teplého potoka znajduje się w Teplej dolinie (odnoga Revúckiej doliny). Utworzono go w 1984 roku na powierzchni 20,94 ha dla ochrony rzadkiej formacji geomorfologicznej, powstałej w wyniku erozyjnej aktywności Teplego potoku w masywnych wapiennych warstwach mezozoiku. Obejmuje przełomowy odcinek potoku o długości około 180 m, szerokości 20–40 m, głębokości 10–20 m, oraz fragment skalistych zboczy z jaskiniami. Obszar ochronny ma najwyższy, piąty stopień ochrony.
W obrębie chronionego obszaru Prielom Teplého potoka znajduje się szereg skalistych wychodni, a w nich jaskinie. W dolnej części obszaru znajduje się obudowane źródło wody, a w korycie potoku Dolný vodopád Teplého potoka.

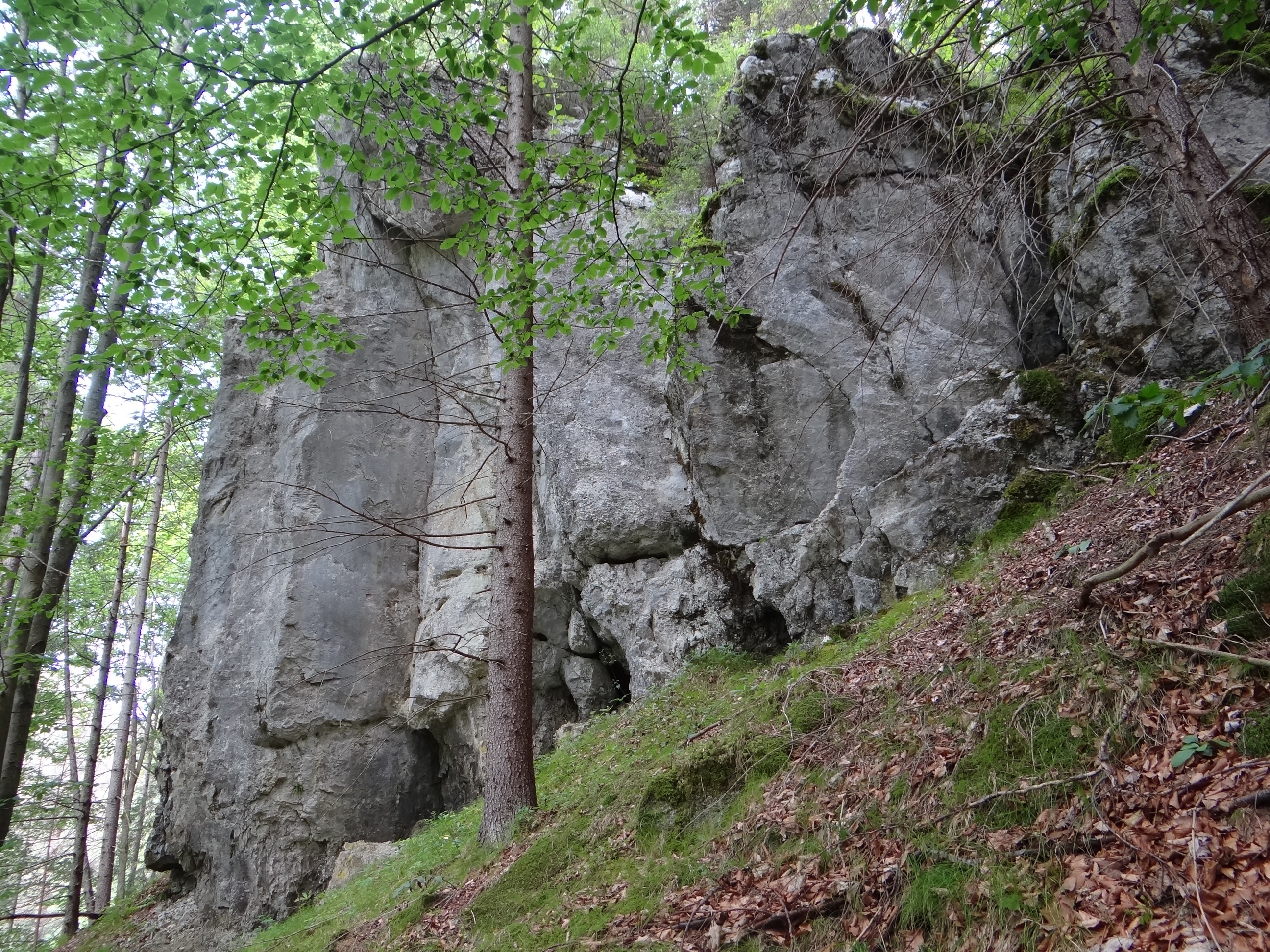
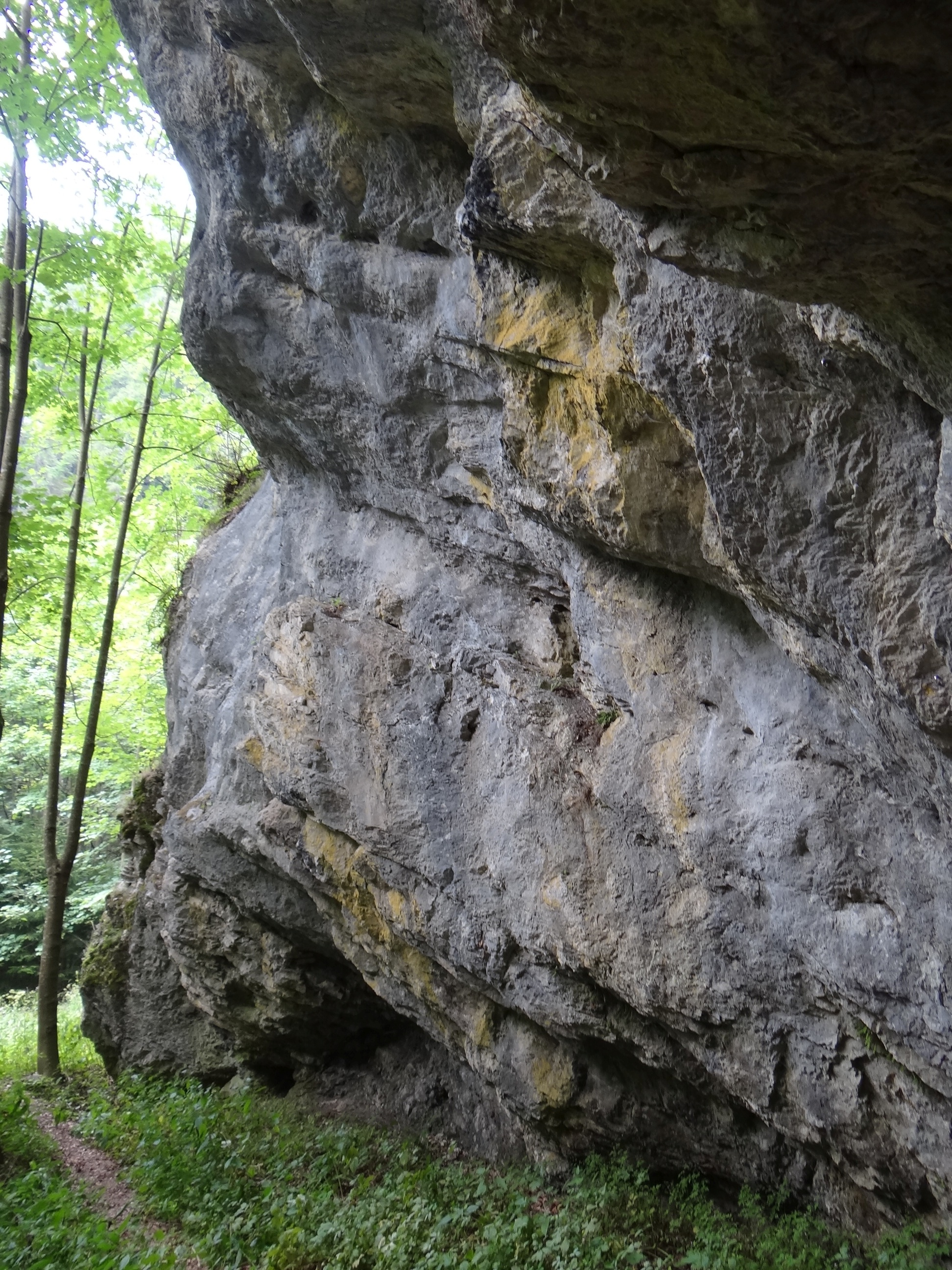
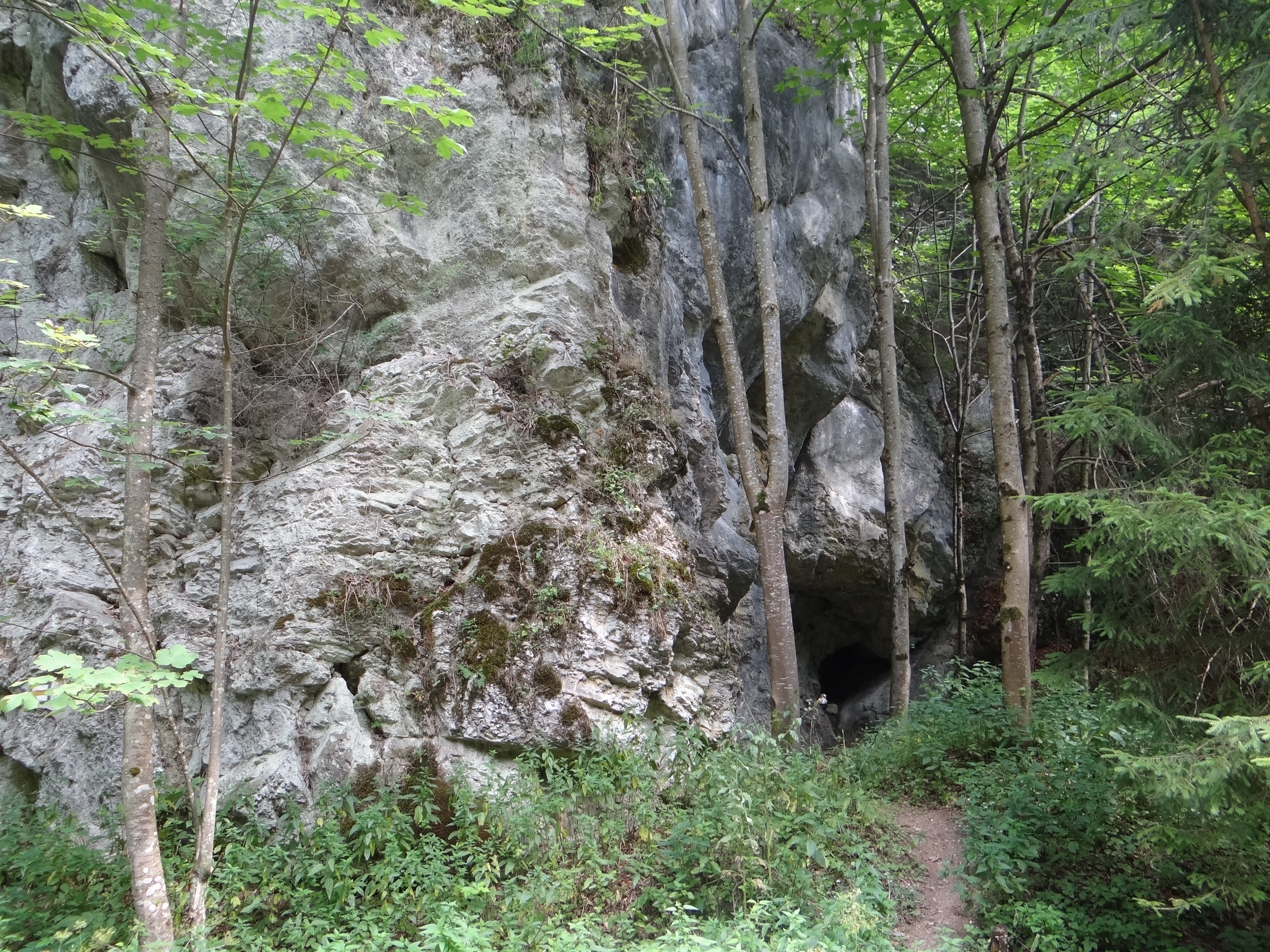
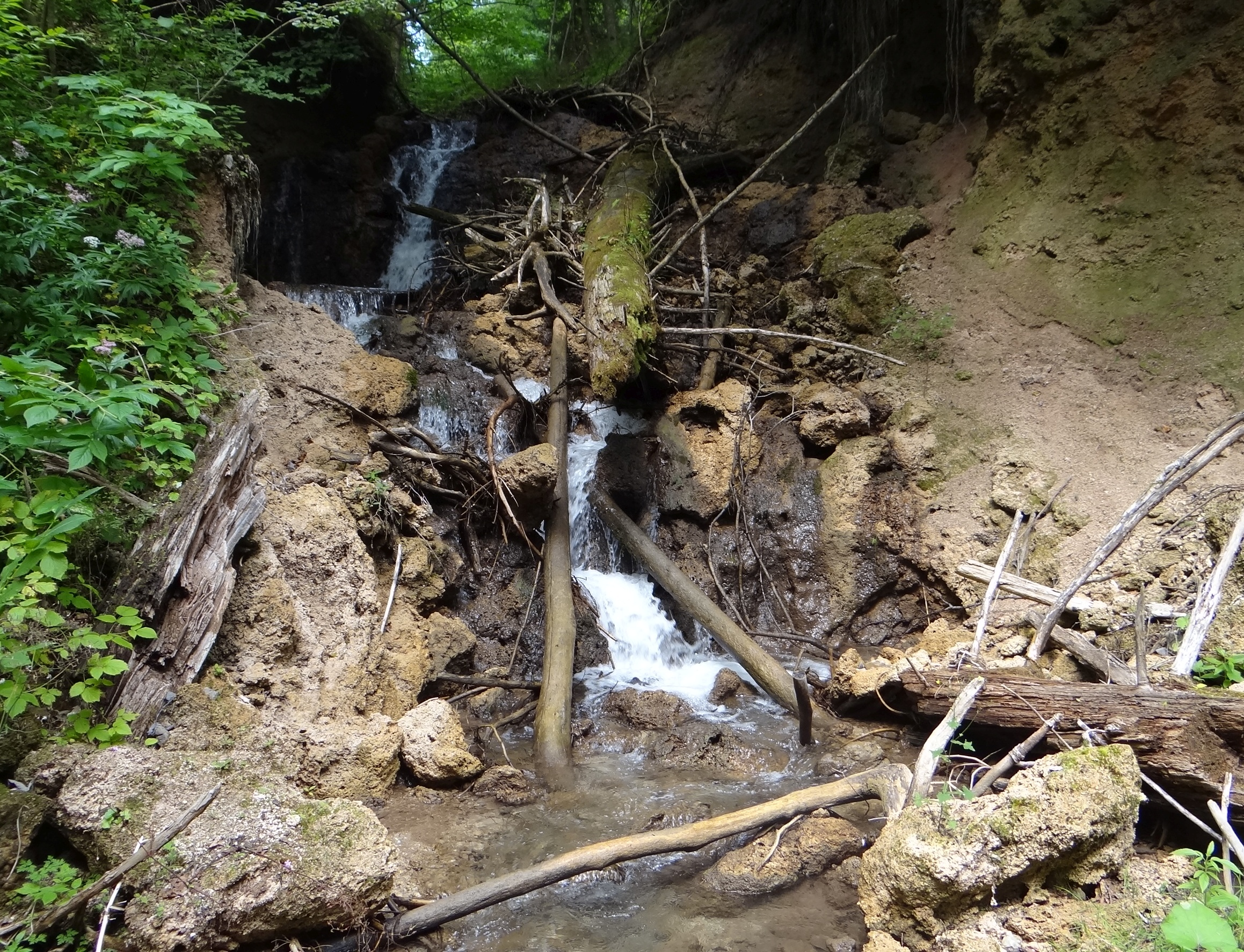
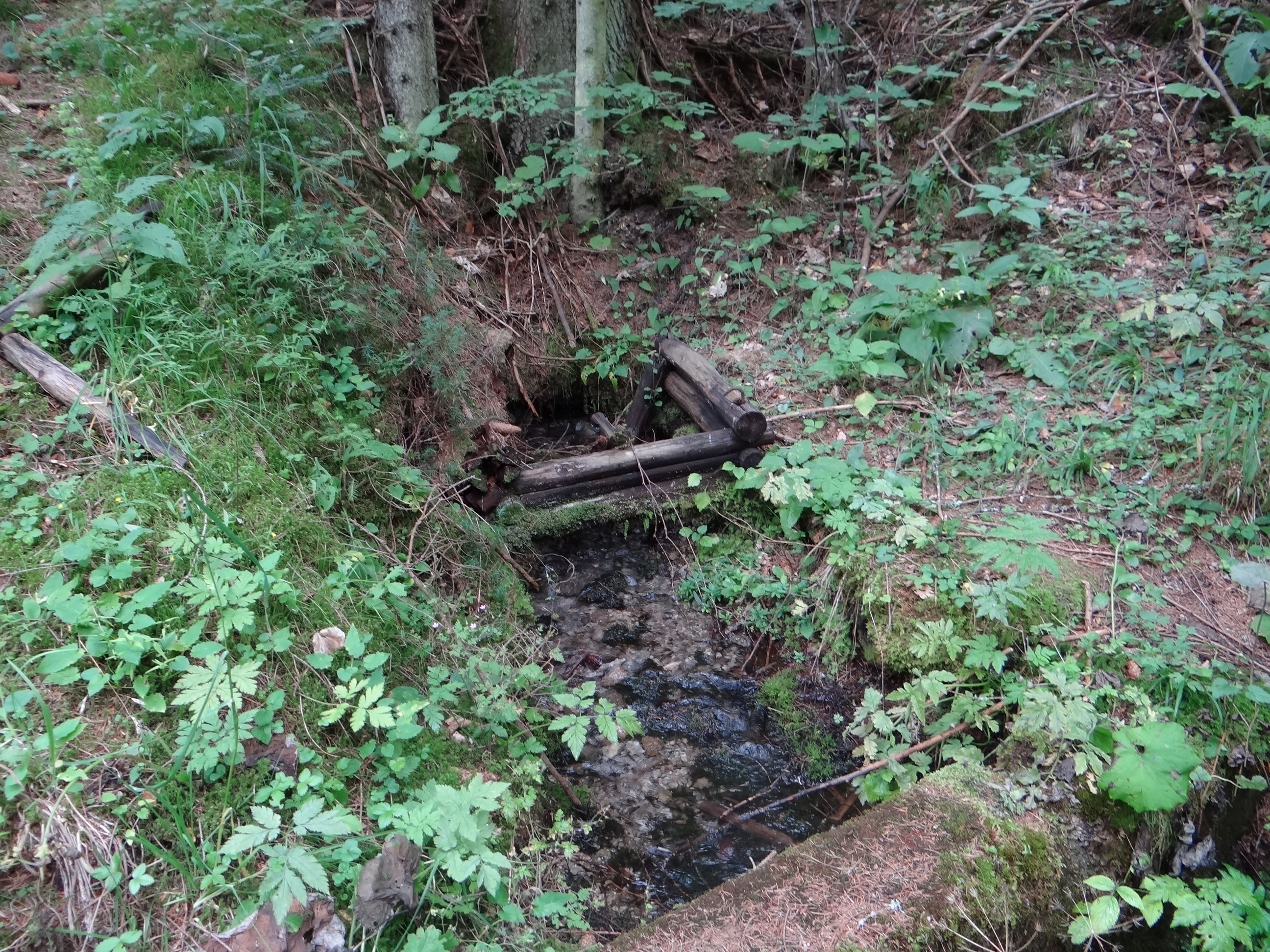

Przez chroniony obszar prowadzi szlak turystyczny. Zaczyna się przy drodze asfaltowej z Liptovskiej Osady do wsi Liptovské Revúce (rozdroże Teplé).
  Teplé – Teplá dolina – Severné Rakytovské sedlo. Czas przejścia: 2:45 h (z powrotem 2:15 h).